# مسلول
مسلول ((بالعبرية: מַסְלוּל‏)، حرفياً: مسار، طريق) هو موشاف في جنوب إسرائيل. يقع في شمال غربي النقب بالقرب من أوفاكيم وتبلغ مساحته 8000 دونم، ويقع ضِمن نطاق مجلس مرحافيم الإقليمي. في 2019، بلغ عدد سكانه 859.

## التاريخ
تم إنشاء الموشاف عام 1950 من قِبل مهاجرين من إيران. ومثل العديد من القرى الصغيرة الأخرى في المنطقة، فإن اسمه مأخوذ من سفر إشعيا 35:8؛
وَتَكُونُ هُنَاكَ سِكَّةٌ وَطَرِيقٌ يُقَالُ لَهَا: «الطَّرِيقُ الْمُقَدَّسَةُ». لاَ يَعْبُرُ فِيهَا نَجِسٌ، بَلْ هِيَ لَهُمْ. مَنْ سَلَكَ فِي الطَّرِيقِ حَتَّى الْجُهَّالُ، لاَ يَضِلُّ.

## وصلات خارجية
- Maslul Negev Information Centre